# Vomitory (švédská hudební skupina)
Vomitory je švédská death metalová kapela založená roku 1989 ve švédském městě Karlstad kytaristou Urbanem Gustafssonem, bubeníkem Tobiasem Gustafssonem a baskytaristou Ronnie Olsonem.
První studiové album se jmenuje Raped in Their Own Blood a vyšlo v roce 1996. Předcházelo mu vydání EP Moribund v roce 1993.
V únoru 2013 kapela ve složení Tobias Gustafsson, Urban Gustafsson, Erik Rundqvist, Peter Östlund oznámila, že ke konci roku ukončí činnost, což se také stalo. Celkem vydala 8 studiových alb.
V roce 2017 se vrátili na scénu. V červenci 2019 vystoupili v rámci festivalu Obscene Extreme v Trutnově.

## Diskografie

### Dema
- Demo (1992)
- Promo '93 (1993)
- Through Sepulchral Shadows (1994)

### Studiová alba
- Raped in Their Own Blood (1996)
- Redemption (1999)
- Revelation Nausea (2001)
- Blood Rapture (2002)
- Primal Massacre (2004)
- Terrorize Brutalize Sodomize (2007)
- Carnage Euphoria (2009)
- Opus Mortis VIII (2011)

### EP
- Moribund (1993)
- Anniversary Picture Disc (1999)

### Video
- Dead & Drunk - Live! (2011)

### Split nahrávky
- Procreate Insanity / Warning! Vomitory Goes Pugh! (1999) – společně s kapelou Murder Corporation